# B.I.G.
Las siglas B.I.G. remiten a las palabras Bazuki Iru Gazu, nombre de un drama japonés protagonizado por Yamashita Tomohisa, Kamenashi Kazuya y Tegoshi Yuya. Las siglas coinciden con la palabra en inglés "BIG" ( grande o gran) ; debido a que el drama cuenta la historia de un joven estudiante de secundaria que sufre un accidente de tránsito, este deberá enfrentar una leve fractura de cráneo y pérdida de la memoria , a lo que sus amigos intentan recordarle los mejores momentos de su vida mediante relatos. Desafortunadamente al final del drama, el protagonista muere. La relación con la palabra <big> deja un final abierto a los espectadores. Varios de estos lo interpretaron como si fueran los grandes amigos o importante de esa película; la empresa no desea revelar la relación exacta con el drama aún pero dicen que se apróxima a lo que ellos deseaban expresar. 
- Datos: Q56377235